# نيناد فوشينيتش
نيناد فوشينيتش (بالإنجليزية: Nenad Vučinić)‏ مواليد 7 أبريل 1965 في بلغراد، جمهورية صربيا الاشتراكية، هو مدرب كرة سلة نيوزلندي ولاعب سابق. يبلغ طوله 6 قدم 4 بوصة (1.9 م). مثّل منتخب بلاده. شارك في دورة الألعاب الأولمبية الصيفية سنة 2000. لعب مع بي أيه إس كيه بيوغراد في صربيا.

## سجل المنافسة
شارك في المنافسات التالية:
- كأس العالم لكرة السلة 2014
- الألعاب الأولمبية الصيفية 2000
- بطولة أمم أوقيانوسيا لكرة السلة 2009
- بطولة أمم أوقيانوسيا لكرة السلة 2011
- بطولة أمم أوقيانوسيا لكرة السلة 2013

## روابط خارجية
- نيناد فوشينيتش على موقع الاتحاد الدولي لكرة السلة (الإنجليزية)
- نيناد فوشينيتش على موقع كرة السلة الأوروبية.كوم (الإنجليزية)
- نيناد فوشينيتش على موقع ريلجم (الإنجليزية)
- نيناد فوشينيتش على موقع بروبوليرز (الإنجليزية)
- نيناد فوشينيتش على موقع سبورتس رفرنس (الإنجليزية)
- نيناد فوشينيتش على موقع أوليمبيديا (الإنجليزية)